# L'Hostal Vell de la Panadella
L'Hostal Vell de la Panadella és un edifici de Montmaneu (Anoia) inclòs a l'Inventari del Patrimoni Arquitectònic de Catalunya.

## Descripció
És de planta rectangular i a nivell de façana té tres arcs de dovelles de pedra blanca.
A l'interior, dues grans naus que segueixen la llargada de la façana sostingudes per arcs apuntats.